# Guglielmo di Braose
Guglielmo di Braose (2 maggio 1197 – 1230) era figlio di Reginald de Braose e di Gracia de Briwere. Presso i gallesi ebbe il soprannome di Gwilym Ddu (Guglielmo il Nero). Fu signore di Abergavenny e Builth, succedendo al padre nel 1227.

## Biografia
Sposò Eva Marshal, figlia di Guglielmo il Maresciallo. Dalla loro unione nacquero quattro figlie:
1. Isabella, moglie del principe Dafydd ap Llywelyn;
2. Maud, moglie di Roger Mortimer, I barone Wigmore
3. Eleanora, moglie di Humphrey di Bohun
4. Eva, moglie di Guglielmo di Cantelou

Nel 1228 fu catturato da Llywelyn il Grande, nella battaglia di Ceri presso Montgomery e fu riscattato per la somma di 2.000 sterline; si alleò poi con Llywelyn, concordando di dare in moglie la propria figlia Isabella a Dafydd ap Llywelyn, l'unico figlio legittimo di Llywelyn.
Durante una vista a Llywelyn, nel 1230, per la preparazione del matrimonio concordato, fu scoperto nella camera da letto con la moglie di Llywelyn, la principessa Joan. Questa relazione adulterina era iniziata durante la sua prigionia. Guglielmo fu, per questo, impiccato pubblicamente il 2 maggio 1230 a Crogen, presso Bala, davanti ad una folla di circa 800 spettatori. Joan fu invece perdonata.